# Mały (film 2006)
Mały (ang. Little Man) – amerykańsko-kanadyjski, komediowo-familijny film fabularny z 2006 r. w reżyserii Keenena Ivory’ego Wayansa.

## Fabuła
Film opowiada o młodym małżeństwie. Darryl (w tej roli Shawn Wayans) i Vanessa (Kerry Washington) bardzo pragną dziecka. W tym czasie wychodzi z więzienia Kalvin (Marlon Wayans), który jest ekstremalnie niski. Pewnego dnia, gdy włamuje się do ich domu, biorą go za dziecko i postanawiają zająć się jego wychowaniem.

## Obsada
- Marlon Wayans – Kalvin
- Shawn Wayans – Darryl
- Kerry Washington – Vanessa
- John Witherspoon – Pops
- Tracy Morgan – Percy
- Brittany Daniel - Brittany

## Nagrody i nominacje

### Nagrody
- 2006: Złota Malina:
  - najgorszy aktor (Marlon Wayans, Shawn Wayans
  - najgorsza ekranowa para (Kerry Washington, Shawn Wayans)
  - najgorszy remake lub „zrzyna” z innych filmów

### Nominacje
- 2006: Złota Malina:
  - najgorszy film
  - najgorszy aktor (Rob Schneider)
  - najgorszy reżyser (Keenen Ivory Wayans)
  - najgorszy scenariusz (Keenen Ivory Wayans, Marlon Wayans, Shawn Wayans)
- 2007: Złoty Popcorn:
  - najlepszy pocałunek (Brittany Daniel, Marlon Wayans)